# Panzer IV
El Sonderkraftfahrzeug 161 (abreviat SdKfz. 161), oficialment Panzerkampfwagen IV (abreviat PzKpfw. IV), va ser un tanc desenvolupat a Alemanya i utilitzat àmpliament en la Segona Guerra Mundial, comunament conegut com a Panzer IV.
Va ser dissenyat inicialment com a carro mitjà de suport a la infanteria (Begleitwagen, mittlerer Panzer), per operar conjuntament amb el tanc Panzer III, que realitzaria la funció anticarro. Més endavant, es va millorar el seu blindatge i armament i va assumir el paper que realitzava el Panzer III en la lluita contra carros, mentre que aquest seria dedicat al suport de la infanteria o transformat en altres vehicles. El Panzer IV va ser el tanc alemany més comú de la Segona Guerra Mundial, i el seu xassís va ser utilitzat com a base per a altres vehicles de combat, com a caçacarros, artilleria autopropulsada i artilleria antiaèria autopropulsada. El Panzer IV va ser el cavall de batalla de la força blindada alemanya i va ser emprat al llarg de tota la guerra a tots els fronts. El seu disseny va ser millorat contínuament per poder competir amb els nous dissenys dels seus enemics i va ser l'únic tanc alemany produït durant tot el conflicte. En finalitzar la guerra se n'havien construït aproximadament 8.500 entre 1937 i 1945.

## Història
L'11 de gener de 1934, seguint les especificacions de Heinz Guderian, el Departament d'Armes de l'Exèrcit va elaborar els plans per fabricar un tanc mitjà amb un pes màxim de 24 tones i una velocitat màxima de 35 km/h. La seva funció seria la de donar suport a la infanteria, per al que seria armat amb un canó de gran calibre i baixa velocitat que disparés projectils d'alt explosiu. No es va considerar que exercís funcions anticarro en circumstàncies normals.
Krupp, Rheinmetall i MAN van construir prototips que van ser provats en 1935. Com a resultat de les proves es va seleccionar el disseny de Krupp per ser produït en massa. El primer Panzer IV Ausf. A va sortir de la línia de muntatge l'octubre de 1937, i en els següents sis mesos es van construir un total de 35.
El Panzer IV es va dissenyar principalment per fer front a la infanteria i fortificacions mentre que el Panzer III s'enfrontaria a unitats blindades enemigues. Amb aquesta finalitat va ser equipat amb un canó KwK 37 L/24 de 75 mm, que era efectiu contra blancs no blindats però que tenia escassa capacitat de penetració. La seva escassa longitud (1,8 ms.) ho feia poc precís i proporcionava una baixa velocitat al projectil. La velocitat de sortida de la munició Panzergranate 39 era de 430 m/segon, amb una capacitat de penetració de 40 mm d'acer inclinat 30° en una distància de 700 m En comparació, el canó KwK L/48 era el doble de llarg (3,6 m) i la velocitat de sortida del projectil era de 790 m/segon
Durant la invasió de França els Panzer IV van tenir diversos encontres amb carros enemics; KwK 37 L/24 va resultar efectiu contra els Renault i SomuaS35 francesos, però inútil contra el Char B1 francès o el Matilda britànic, ambdós fortament blindats. Aquesta falta d'adequació per al combat contra blindats es va posar de manifest de nou a l'Àfrica el 1941.
El juny de 1941 els alemanys es van enfrontar als carros soviètics per primera vegada i van trobar dos durs oponents que van resultar extremadament difícils de batre: el KV-1, amb un blindatge de 100 mm (o major) i el T-34, el glacis inclinat del qual feia molt més efectiu el seu blindatge de 45 mm La Panzerkommission que es va enviar a examinar aquest problema (que va posar les bases de les especificacions del futur Panzer V) va recomanar una nova suspensió, l'increment del blindatge i un canó més potent per als Panzer III i Panzer IV. Els problemes d'interrupció de subministrament de noves unitats al capdavant que aquests canvis comportarien van fer que, al principi, es limitessin a millorar els canons.

Oficials britànics inspeccionen un Panzer IV destruït.

 El novembre de 1941 es va encarregar en Krupp que fabriqués un canó per al tanc amb les mateixes prestacions que el canó antitancs PaK 40 L/46 de Rheinmetall (capaç de penetrar 80 mm a 1.000 m amb un projectil anticarro normalitzat Panzergranate 39 APCBC de 6,8 kg.) i que entrés en producció el març de 1942.
Perquè l'esmentat canó pogués ser instal·lat a la torre del Panzer IV es requeria un menor retrocés i projectils més curts que els del PaK 40. Es va construir una cambra més àmplia però més curta i es van fabricar projectils més amples. Per reduir el retrocés se li va afegir un fre de boca. Aquest procés va donar lloc al KwK 40 L/43, d'una longitud similar a la del PaK 40 (2,47 m.), els primers exemplars del qual (divuit) van estar acabats a finals de març de 1942.
El Panzer IV amb el nou canó es necessitava al més aviat possible, de manera que en lloc d'esperar a l'inici de la producció del nou tipus G a la tardor de 1942, es va ordenar que s'iniciés immediatament dins del contracte del model F. Això va provocar un canvi en el sistema de nomenclatura i la nova versió amb el canó llarg de 75 mm KwK 40 L/43 es va anomenar Panzer IV Ausf. F2 (SdKfz. 161/1) i l'anterior, amb el canó curt KwK 37 L/24 Panzer IV Ausf. F1. Més endavant el model F2 seria rebatejat com a model (Ausf.) G.
A partir de març 1943 es va instal·lar en els nous models una nova versió de 48 calibres del KwK 40 (KwK 40 L/48).
Per millorar les prestacions en combat era pràctica comuna afegir blindatge addicional i versions millorades de l'armament principal o canons de major calibre a models antics dels carros. El 1943, per exemple, els Panzer IV supervivents van ser dotats de blindatge extra i se'ls va substituir el canó de 75 mm curt pel KwK 40 L/48.
Aquestes millores van permetre al Panzer IV poder enfrontar-se contra els carros aliats com el M4 Sherman i el T-34. La producció va ser continuat i va ser intensificada fins i tot després que el tanc mitjà -més ben blindat i armat- Panther entrés en servei, a causa del seu cost més baix i a la seva major fiabilitat mecànica.
Que el Panzer IV fos el substitut del Panzer III va ser una mica natural. La possibilitat d'incorporar-lo canons llargs de 75 mm que el Pz III no podia carregar va ser l'argument de més pes perquè el Pz IV es convertís en el cavall de batalla alemany.

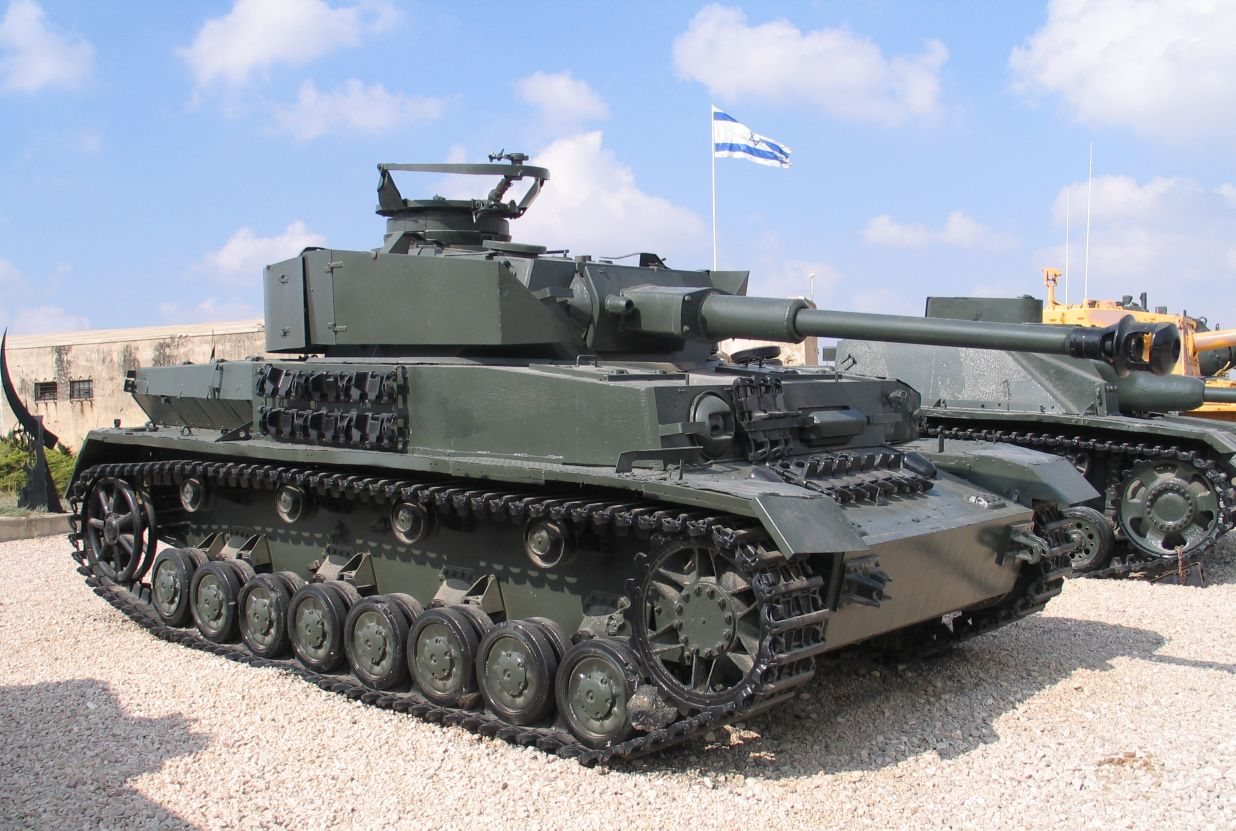
Panzer IV J capturat de la Guerra dels Sis Dies.

Els aliats d'Alemanya van rebre petites quantitats de Panzer IV. El setembre de 1942 Hongria va rebre 10 i Romania 11. El maig de 1943 Itàlia va rebre 12 i Turquia 15. Espanya va comprar 20 el maig de 1943. Entre febrer de 1943 i agost de 1944 Bulgària va rebre 91 vehicles i Romania 127. Croàcia va rebre 10 Panzer IV Ausf. F i 5 Panzer IV Ausf. G. En els últims mesos de 1944 uns altres 52 van ser enviats a Hongria. Finlàndia va comprar 15 Panzer Ausf. J, que van arribar massa tard per ser utilitzats en combat i van servir com a vehicles d'entrenament fins i tot 1962.
En els anys 1950/1960, Síria va comprar diverses dotzenes de Panzer IV a la Unió Soviètica, França, Txecoslovàquia i Espanya i els van usar contra Jordània en la Guerra de l'aigua el 1965 i el 1967 en posicions fixes en els Alts del Golan en la Guerra dels Sis Dies contra Israel.

## Blindatge

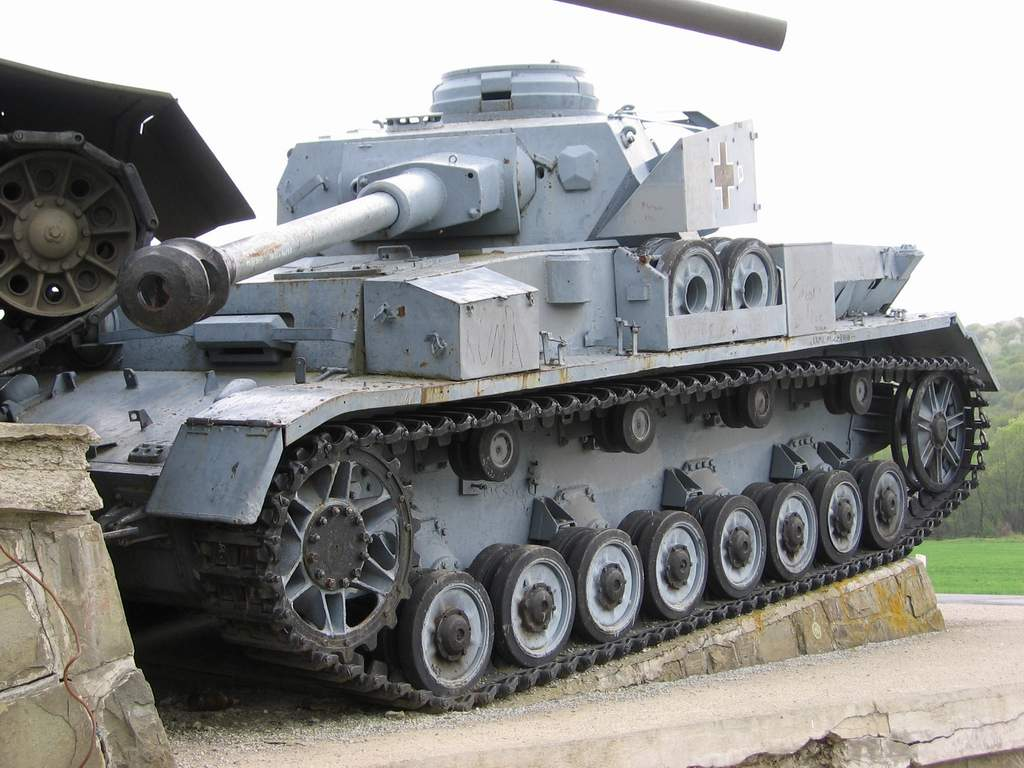
Panzer IV G al pas de Dukla.

El Panzer IV A tenia 30 mm de blindatge d'acer homogeni lleugerament inclinat (10º-25°) al front de la torre i el buc, 15 mm. als costats i 10 mm a la part superior de la torre i a la panxa. Com el seu paper anava a ser de suport a la infanteria es va considerar suficient, però a la pràctica s'enfrontarien en nombroses ocasions a carros i canons antitancs enemics sense suport dels Panzer III. En conseqüència es va incrementar el blindatge frontal del buc del model B a 30 mm, a 50 mm en el model E i a 50 +30 en el G. El blindatge lateral i posterior també va ser gradualment incrementat. A partir de juny de 1943 tots els Panzer IV nous (models H i posteriors) tenien un blindatge de 80 mm (en lloc de 50 més una planxa afegida de 30 mm), encara que a la torre va continuar sent de 50 mm. Els Panzer IV portaven sovint faldons (Schürzen) en els laterals del buc com a protecció contra els projectils de càrrega buida. Des de finals de 1943 fins a setembre de 1944 se'ls aplicava pasta antimagnètica (zimmerit) contra les mines magnètiques portades per la infanteria.
El principal problema d'afegir blindatge és que la mobilitat decreix. Si tenim en compte que els primers Panzers, aquests mateixos que van obtenir grans victòries a França i Polònia, eren veloços i poc armats, davant els que finalment van acabar combatent (Tigers, Panthers...), ens donem compte de com va evolucionar l'estratègia alemanya intentant crear carros fortament blindats i amb poca mobilitat, el qual va ser al contrari que en els seus inicis.

## Armament
Com els Panzer IV ocupaven un paper anti-infanteria, els primers models utilitzaven un canó curt de baixa velocitat KwK 37 L/24 de 75 mm, disparant munició d'alt explosiu. Després de l'encontre dels alemanys amb el T-34, van fer servir un cano mes llarg el Panzer IV F2 i G van ser armats amb un canó llarg KwK 40 L/43 de 75 mm antitancs. Els últims del model IV G i següents van utilitzar un canó antitancs KwK 40 L/48 de 75 mm En els primers enfrontaments amb els carros d'infanteria britànics, s'havia presenciat la necessitat d'uns canons més potents i en l'atac contra l'URSS es va confirmar la necessitat.
Tots els Panzer IV portaven una metralladora coaxial de 7,92 mm muntada a la torreta i, exceptuant els models IV B i IV C, tenien una segona metralladora de 7,92 mm al buc.

## Mobilitat

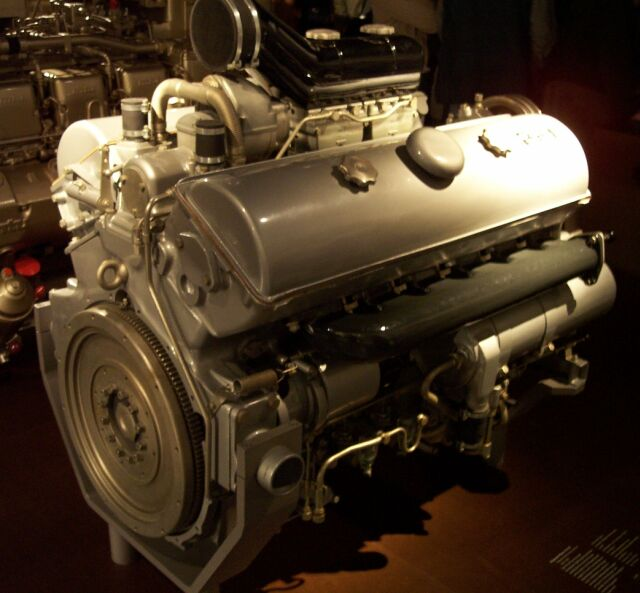
Motor Maybach HL 120.

El Panzer IV A utilitzava un motor de gasolina Maybach HL 108 TR de 12 cilindres i 247 cv, que li donava una velocitat màxima de 30 km/h i una autonomia de 150 km Els models posteriors portaven el fiable motor de gasolina Maybach HL 120 TRM de 296 cv. En climes tropicals els motors tendien a sobreescalfar-se i es va realitzar una modificació anomenada HL-120 TRM-T (tropische) que emprava 10 cv del motor per proporcionar refrigeració addicional. L'energia generada es distribuïa mitjançant una transmissió de sis velocitats Zahnradfabrik Friedrichshafen SSG 76 a les rodes tractores davanteres. Tenia vuit rodes de rodolament dobles de petit diàmetre, agrupades en parells de dos i que compartien una suspensió de ballesta. Aquesta suspensió estava dissenyada per als primers models, per la qual cosa en les últimes versions el vehicle estava molt sobrecarregat per l'excés de pes aportat pel major canó i el blindatge extra.
Les cadenes tenien una amplada de 380 mm en les primeres versions amb una pressió sobre el terra de 0.89 kg/cm². L'esmentada amplada es va incrementar a 400 mm i es podia afegir Ostketten per evitar que les erugues s'enfonsessin en el fang o la neu. Malgrat això resultaven excessivament estretes per lluitar amb el pes, cada vegada major, per aquell que el vehicle tenia tendència a enfonsar-se en terreny difícil.
La velocitat màxima variava segons els models, i depenia de la transmissió, el pes i el canó. Els primers models podien assolir fins i tot 30 km/h en carretera, mentre que els últims assolien els 40 km/h Tanmateix, hem de considerar que la velocitat màxima no se solia usar, ja que això comportava a ruptures al motor, per la qual cosa es limitaven les revolucions per evitar aquests problemes (com en tots els carros de l'època).
La seva autonomia era de 210 km en carretera i 130 camp a través. El Panzer IV Ausf. J, amb un tanc de combustible de 680 litres addicional, veia incrementada la seva autonomia en 100 km tant en carretera com fora d'ella.
Tenia una capacitat de travessament de 2,3 m. i era capaç de pujar pendents amb una inclinació de fins i tot 30 graus.

## Producció
Eren muntats per les firmes Krupp (Magdeburg), Vomag (Plauen), i Nibelungenwerk (St. Valentin). Les torretes i els xassís els fabricaven Krupp (Essen), Eisenwerke Oberdonau (Linz) i Boehler (Kapfenberg). Els motors els produïa Maybach a Friedrichshafen, però eren muntats també per MAN, MBA, i Nordbau. Les transmissions es feien a tres factories de la firma ZF. Krupp construïa la major part del canó i unes altres deu firmes col·laboraven de forma menys important.
El 1941 sortien de fàbrica 39 unitats al mes, 83 el 1942. Fins a 1943 no es va racionalitzar i va optimitzar la producció. Durant aquell any la mitjana era de 252 per mes. Cap a mitjan 1944 es van assolir pics de 300. Krupp va deixar de fabricar-los el desembre de 1943 i Vomag a començaments de 1944, deixant la fabricació en exclusiva a Nibelungenwerk. La producció no es va veure seriosament afectada fins a finals de 1944: Nibelungenwerk va ser bombardejada i greument va danyada l'octubre de 1944 i va començar a fallar el subministrament d'acer. El gener de 1945 la producció va descendir a 170 unitats i entre març i abril de 1945 el total va ser aproximadament de 100.

## Usuaris
Alemanya Nazi
  Romania 
  Regne d'Hongria 
 Regne de Bulgària
 Finlàndia
  Estat Independent de Croàcia 
 Espanya
Síria

## Variants
El terme alemany Ausf és una abreviatura d'Ausführung, que significa versió.
- Ausf. A (1937-1938): 35 de construïts.
- Ausf. B (1938): 42 de construïts. S'incrementa el blindatge frontal de 14,5 mm a 30 mm. Motor més gran.
- Ausf. C (1938-1939): 138 de construïts. Millores menors.
- Ausf. D (1939-1940): 229 de construïts. S'incrementa el blindatge lateral de 14,5 mm a 20 mm. Primer model dissenyat per al combat.
- Ausf. E (1940-1941): 223 de construïts. S'incrementa el blindatge frontal i lateral: se li afegeix una planxa de 30 mm reblada al capdavant (total 60 mm) i una altra de 20 mm al lateral (40 mm).
- Ausf. F1 (1941-1942): 462 de construïts. S'optimitza i simplifica la producció. Les erugues de 38 cm són reemplaçades pel model de 40 cm El blindatge frontal de la torre augmenta de 35 mm a 50 mm El lateral i posterior de la torre passa de 20 mm a 30 mm El blindatge lateral del xassís s'incrementa fins i tot els 30 mm. La portella lateral de la torre es canvia per un model de dues portelles que s'obren lateralment.
- Ausf. F2 (1942): 175 de construïts. Armats amb el nou canó KwK 40 L/43 de 75 mm
- Ausf. G (1942-1943): 1.687 de construïts. Alguns són equipats amb faldons. Des de juny de 1942 alguns són dotats amb 30 mm de blindatge addicional reblat a la part frontal del xassís. A partir de desembre de 1942, a uns 700 Panzer IV G dels últims models se'ls afegeix 30 mm de blindatge soldat o reblada a la part frontal de la torre. Modificacions per a combat hivernal.
- Ausf. H (1943-1944): 3.774 de construïts. Equipats amb el canó KwK 40 L/48 de 75 mm El blindatge frontal (80 mm) es realitza ara d'una sola peça. L'antena de la ràdio es desplaça a la part posterior del buc. Es millora la tracció en gel i neu amb l'afegit d'una peça extra a les cadenes.
- Ausf. J (1944-1945): 1.758 de construïts. El motor de la torre és reemplaçat per un dipòsit de combustible addicional. Les últimes versions tenen un tub d'escapament simplificat i usen 3 rodets de retorn en lloc de 4. Versions darreres substitueixen els faldons sòlids per altres de filferro creuat per estalviar materials estratègics i reduir pes.
- Tauchpanzer (1940): 42 de convertits. Un Panzer IV Ausf. D adaptat per ser submergible amb vista a participar en la -mai no realitzada- Operació Lleó Marí (invasió de la Gran Bretanya). Totes les obertures van ser segellades, la cúpula de comandant, el mantelete del canó|gorja i les metralladores van anar cobertes amb goma de segellament. L'aire se subministrava a través d'un conducte de 18 m que arribava fins a una boia. La profunditat màxima era de 15 metres i la velocitat màxima segura de 5 km/h Alguns van ser usats pel 18è Regiment Panzer en l'encreuament del riu Bug durant l'Operació Barbarroja.
- Panzerbefehlswagen IV (PzBefWg. IV): 97 de convertits. Un Ausf. H convertit en vehicle de comandament amb una segona ràdio.
- Panzerbeobachtungwagen IV (PzBeogWg. IV): 96 de convertits. Panzer IV, principalment del model J, convertit en vehicle per a oficials d'observació avançada d'artilleria autopropulsada. Tenia un periscopi addicional a la part esquerra de la cúpula del comandant i radis addicionals.

## Dissenys basats en el xassís
- Möbelwagen: amb una superestructura oberta armat amb un Flak (canó antiaeri) de 37 mm
- Wirbelwind: torreta oberta rotatòria amb un Flak quàdruple de 20 mm
- Ostwind: torreta oberta rotatòria amb un Flak de 37 mm
- Kugelblitz: torreta esfèrica amb un parell de Flak de 30 mm
- Brummbär: armat amb un canó SiG-33 de 150 mm
- Jagdpanzer IV: caçacarros armat amb un canó L/48 i posteriorment un L/70.
- StuG IV: Panzer IV amb la superestructura del StuG III.
- 10.5 cm K18 auf Panzer Selbstfahrlafette IVa: canó d'assalt/caçacarros. Dos prototips es van construir per ser utilitzats al front oriental.
- 10.5 cm leFH18/1 (Sf) auf Geschützwagen IVb (SdKfz 165/1): Obús autopropulsat de 105 mm. Es va construir vuit prototips per Krupp el novembre de 1942 i van ser enviats per a proves al front oriental.
- 10.5 cm leFH18/1 L/28 auf Waffenträger GW IVb (Heuschrecke): Obús autopropulsat de 105 mm. Tres prototips el 1943.
- Brückenlegepanzer IV / Brückenleger IV: Llançaponts basats en el Panzer IV Ausf C i SR. Es van construir 20 unitats, però el disseny va ser cancel·lat el 1941.
- Infanterie Sturmsteg: xassís del Panzer IV amb una escala telescòpica. Es van crear dues unitats.
- Munitionspanzerwagen IV: transport de munició.
- Munitionsschlepper für Karlgerät: transport per a la munició de Mörser Karl, un morter de 600 mm.
- Bergepanzer: vehicle de recuperació. Se'n van construir 36 el 1944.
- Land-Wasser Schlepper / Panzerfähre: tractor amfibi.
- Geschützwagen III/IV: un xassís allargat basat en components del Panzer III i IV, que va ser utilitzat per al caçacarros Nashorn, el Hummel de 150 mm i l'obús autopropulsat Leichte PzH18/40/2 auf Geschützwagen III/IV (Sf)

### En anglès
- Germany's Panzerkampfwagen IV, SdKfz 161. World War II Vehicles
- Panzerkampfwagen IV. Achtung Panzer!
- Panzerkampfwagen IV "Begleitswagen"

### En castellà
- PANZERKAMPFWAGEN IV (Sd.Kfz.161) Arxivat 2006-05-20 a Wayback Machine.